# Infinite Storm
Infinite Storm es una película de drama y aventuras estadounidense de 2022 dirigida por Małgorzata Szumowska, codirigida por Michał Englert, y con guion de Josh Rollins, basada en el artículo High Places: Footprints in the Snow Lead to an Emotional Rescue de Ty Gagne. La película está protagonizada por Naomi Watts, Billy Howle, Denis O'Hare, Parker Sawyers y Eliot Sumner.
Infinite Storm fue estrenada en los Estados Unidos el 25 de marzo de 2022 por Bleecker Street. La película recibió reseñas mixtas de los críticos.

## Reparto
- Naomi Watts como Pam Bales
- Billy Howle[3] como John
- Denis O'Hare[3] como Dave
- Parker Sawyers[3] como Patrick
- Eliot Sumner como el excursionista Bill
- Josh Rollins como Finn

## Producción
En febrero de 2021, se anunció que Naomi Watts, Sophie Okonedo, Billy Howle, Denis O'Hare y Parker Sawyers se habían unido al elenco de la película, con Małgorzata Szumowska y Michał Englert listos para dirigir la película, con un guion de Josh Rollins. Watts también se desempeñaría como productora de la película, con Bleecker Street lista para distribuir en los Estados Unidos y Sony Pictures Worldwide Acquisitions distribuyendo internacionalmente.
La fotografía principal comenzó el 1 de febrero de 2021 y concluyó el 1 de mayo de 2021. Kamnik, Eslovenia, (22 KM/14 millas al norte de Ljubljana, la capital de Eslovenia) es el principal lugar de rodaje de 'Infinite Storm'. La mayor parte de la película se rodó en locaciones de la ciudad y sus alrededores. El rodaje tuvo lugar en Velika Planina, un sendero natural en Kamnik. El elenco y el equipo también filmaron algunas imágenes en el valle de Kamniška Bistrica, que se encuentra cerca de la fuente del río Kamnik Bistrica. Algunas escenas se rodaron en el Centro Internacional de Pícnic (también conocido como Pri Jurju) en la misma región.

## Estreno
La película fue estrenada el 25 de marzo de 2022.